# Балла, Франциск
Франциск Балла (Бола) (рум. Francisc Balla, 22 октября 1932, Пэулени-Чук, Харгита — 16 октября 2023, Тыргу-Муреш) — румынский борец вольного стиля, призёр чемпионатов Европы и мира, участник летних Олимпийских игр 1964 года в Токио и 1968 года в Мехико.

## Карьера
На Олимпиаде в Мехико в первой схватке с иранским борцом Мансуром Мехдизаде Балла одержал победу по очкам. Вторая его схватка с венгром Геза Холлоши завершилась вничью. В схватке третьего круга соревнований Балла чисто проиграл болгарину Продану Гарждеву и выбыл из дальнейшей борьбы за награды.